# Los Leos
Los Leos fueron un grupo musical mexicano, de balada y rock, muy exitosos a finales de la década de los 60's.
Sus mayores éxitos fueron "Palabras" (original de Bee Gees) y "Por ti" (original de Gary Puckett & The Union Gap). Se les recuerda principalmente en la época en que tuvieron como vocalista a Johnny Dynamo.

## Discografía
- Algunos Sencillos (1965-1966) (DUSA-Polydor)
- "Éxitos del Año" (1966) (DUSA/Bel-Art)
- "Palabras" (1968) (Orfeón)
- "Eloisa" (1969) (Orfeón)
- "Himno a la Alegría" (Johnny Dynamo sólo) (1970) (Orfeón)
- Algunos EP en Orfeón con otros vocalistas como Sadoc Talamantes (años 70's)

## Éxitos
Todos sus éxitos fueron versiones al español de gran calidad a baladas en inglés de la época (fines de los 60).
- Palabras (1968)
- Muchachita (1968)
- Ángel de la mañana (1968)
- Yo te daré el cielo (1968)
- Eloisa (1969)
- Por Ti (1969)
- La razón de mi vida (1969)

## Videos
Es posible visualizar al grupo con su alineación de 1968 e interpretando el tema "Por Ti"; debido al trabajo del musicólogo mexicano Jaime Almeida, quien era entonces director de la videoteca musical de Televisa; y a fines de los años 80, reedita algunos videos memorables del programa Discotheque Orfeón a Go-gó, pertenecientes a los archivos de la compañía.

## Épocas Recientes
Los Leos se reunieron de nuevo a mediados del 2005; fueron entrevistados en importantes programas de rock and roll de la radio de AM en la Ciudad de México; para fines de este año reingresa Johnny Dynamo como su vocalista. 
Graban un nuevo disco con algunos temas inéditos y realizan una serie de conciertos, por una corta temporada, en un prestigiado hotel Misión Reforma de la Ciudad de México. Cabe destacar que se reunieron 3 de los 4 integrantes del grupo y que incorporaron a músicos jóvenes, de gran calidad musical; conservando con ello el sonido típico y melodioso de la agrupación.
Johnny Dynamo, nacido el 23 de octubre de 1945, muere el 9 de abril de 2009 en Ensenada, Baja California, a causa de un derrame cerebral.
Paco Ugalde quien fuera uno de sus fundadores y su baterista falleció el 13 de mayo de 2009, en Acapulco, Guerrero.
Sadoc Talamantes, vocalista posterior, falleció en el año 2011. 
- Datos: Q5979884